# Грота Пареле (Напуљ)
Грота Пареле је насеље у Италији у округу Напуљ, региону Кампанија.
Према процени из 2011. у насељу је живело 36 становника. Насеље се налази на надморској висини од 37 м.